# نادي سانت إتيان
جمعية سانت إتيان الرياضية (بالفرنسية: Association Sportive de Saint-Étienne)‏ هو نادٍ فرنسي ينشط في دوري الدرجة الأولى الفرنسي. يعد نادي سانت إتيان ثاني أكثر فريق حقق لقب دوري الدرجة الأولى الفرنسي بعشرة ألقاب، وهو أيضا ثالث أكثر الفرق الفرنسية إحرازا للقب كأس فرنسا مناصفة مع نادي ليل بستة ألقاب، بالإضافة إلى وصوله المباراة النهائية في دوري ابطال أوروبا في العام 1976. من أشهر من لعب لنادي سانت إتيان ميشيل بلاتيني ولوران بلان وجورج بيريتا ورشيد مخلوفي وساليف كيتا وروبرت هيربان.

الشعار 2000–2022

في عام 1919 في مدينة سانت إتيان، قامت شركة «جروب كازينو» المتخصصة في المجمعات التجارية الكبرى بإنشاء نادٍ رياضي تحت اسم «جمعية أصدقاء عمال شركة كازينو». لكن القوانين في ذلك الوقت كانت تمنع استعمال اسم تجاري من طرف هيئة رياضية، مما جعل الإدارة أن تقوم بتغيير الاسم إلى «نادي الأصدقاء الرياضي»، ومن ثم إلى «الجمعية الرياضية لسانت إيتيان» عام 1927 بعد اندماج الفريق مع ستاد فوريزيان أونيفيرسيتير. وفي خلال تلك الفترة، لم يعد اسم الشركة مرتبطاً باسم النادي، لكن اللون الأخضر الذي كان يميز تلك المجمعات التجارية الكبرى ظل يشكل رمزاً من رموز الفريق طيلة تاريخه العريق الذي بدأ على يد المؤسس جوفروا جيشار. وقد احتاج النادي إلى بعض السنوات لإيجاد استقراره على الصعيدين الرياضي والإداري، حيث أصبح له ملعب خاص به، قبل أن يستهل مشواره في عالم الاحتراف خلال موسم 1933/1934 عندما خاض منافسات الدرجة الثانية، حيث مكث خمسة مواسم ليصعد بعدها إلى دوري الأضواء.

## اللاعبون

### التشكيلة الأساسية
اعتبارًا من 4 سبتمبر 2022.
ملاحظة: تشير الأعلام إلى المنتخب الوطني على النحو المحدد في قواعد الأهلية للفيفا. قد يحمل اللاعبون أكثر من جنسية واحدة غير تابعة للفيفا.
| الرقم | البلد      | المركز | اللاعب          |
| ----- | ---------- | ------ | --------------- |
| 1     | فرنسا      | حارس   | ماثيو دريير     |
| 3     | فرنسا      | مدافع  | Mickaël Nadé    |
| 4     | غينيا      | مدافع  | سيدو سو         |
| 5     | فرنسا      | مدافع  | جيمي جيرادون    |
| 6     | المغرب     | وسط    | بنيامين بوشواري |
| 7     | فرنسا      | وسط    | توماس مونكوندوي |
| 9     | فرنسا      | مهاجم  | تشارلز أبي      |
| 10    | ساحل العاج | مهاجم  | جان فيليب كراسو |
| 11    | البرازيل   | مدافع  | جابرييل سيلفا   |
| 13    | إسبانيا    | مدافع  | سيرجي بالينسيا  |
| 14    | فرنسا      | وسط    | Dylan Chambost  |

| الرقم | البلد   | المركز | اللاعب                                |
| ----- | ------- | ------ | ------------------------------------- |
| 15    | فرنسا   | مهاجم  | ليني بينتور                           |
| 16    | السنغال | حارس   | Boubacar Fall                         |
| 18    | فرنسا   | وسط    | ماثيو كافارو (معارض من ستاندارد لييج) |
| 19    | فرنسا   | مدافع  | Léo Pétrot                            |
| 22    | فرنسا   | وسط    | Victor Lobry                          |
| 23    | فرنسا   | مدافع  | Anthony Briançon                      |
| 25    | السنغال | مهاجم  | إبراهيما وادجي                        |
| 27    | فرنسا   | مدافع  | Yvann Maçon                           |
| 29    | فرنسا   | وسط    | أيمن موفق                             |
| 42    | إنجلترا | حارس   | إتيان غرين                            |

### اللاعبون المعارون
ملاحظة: تشير الأعلام إلى المنتخب الوطني على النحو المحدد في قواعد الأهلية للفيفا. قد يحمل اللاعبون أكثر من جنسية واحدة غير تابعة للفيفا.
| الرقم | البلد     | المركز | اللاعب                      |
| ----- | --------- | ------ | --------------------------- |
|       | فرنسا     | وسط    | مهدي كمارا (إلى نادي بريست) |
|       | الكاميرون | وسط    | يفان نيو (إلى نادي ليغانيس) |

| الرقم | البلد | المركز | اللاعب                       |
| ----- | ----- | ------ | ---------------------------- |
|       | فرنسا | وسط    | Maxence Rivera (إلى Le Puy ‏) |

## الألقاب والأوسمة
- الدوري الفرنسي الدرجة الأولى (10 مرات) 1981 ,1976 ,1975,1974 , 1970 , 1969 , 1968 , 1967,1964 , 1957.
- الدوري الفرنسي الدرجة الثانية (3 مرات) 2004 ,1999 , 1963.
- كأس فرنسا (6 مرات) 1977 , 1975 ,1974 , 1970 , 1968 , 1962.
- كأس الرابطة الفرنسية 2013.